# 芝原雅博
芝原 雅博（しばはら まさひろ、1977年5月14日 - ）は、日本の男性声優、俳優。劇団愛情爆弾の代表であり、全ての作品の脚本を手がける。

## 出演作品
- トランスフォーマー カーロボット（ワイルドライド[1]）
- メダロット（ジョー・スイハン）

### 舞台
- 素晴らしきこの世界
- ドアはもう君のために開いているよ